# Kääkkä
Kääkkä är en sjö i kommunen Jockas i landskapet Södra Savolax i Finland. Arean är 39 hektar och strandlinjen är 4,17 kilometer lång. Sjön  ingår i Vuoksens huvudavrinningsområde.   Den ligger omkring 31 kilometer öster om S:t Michel och omkring 240 kilometer nordöst om Helsingfors. 